# راي إبس
راي إبس (بالإنجليزية: Ray Epps)‏ مواليد 20 أغسطس 1956 في فرجينيا، هو لاعب كرة سلة أمريكي معتزل. تم اختياره من قبل فريق غولدن ستايت ووريورز خلال الدرافت. حمل الرقم 32. يبلغ طوله 6 قدم 6 بوصة (2.0 م).

## روابط خارجية
- راي إبس على موقع إن بي أي (الإنجليزية)
- راي إبس على موقع سبورتس رفرنس (الإنجليزية)
- راي إبس على موقع ريلجم (الإنجليزية)
- راي إبس على موقع بروبوليرز (الإنجليزية)